# Podpeč, Brezovica
Podpeč este o localitate din comuna Brezovica, Slovenia, cu o populație de 468 de locuitori.